# 藤崎りお
藤崎りお（ふじさき りお、1988年12月29日 - ）は、日本のAV女優。
神奈川県出身、ティーパワーズ所属。

## 略歴・人物
水谷 心音の名前でも出演している。
趣味・特技：映画鑑賞、ピアノ、漫画を読むこと、リバーシ、マッサージ。
好きな芸能人は木村拓哉で、『ぷっすま』で共演した際、間近で木村を見て興奮して思わず「んふ」と声を出してしまった。ちなみに理想の男性も木村拓哉である。

## 作品

### イメージビデオ
- EIGHT 藤崎りお（2008年12月20日、レイフル）
- EIGHT 2  藤崎りお（2009年3月20日、レイフル）
- 美女秘湯めぐり 猿ヶ京温泉編 藤崎りお 倉希マイヤ（2011年5月27日、オルスタックピクチャーズ）

### アダルトビデオ

#### 藤崎りお 名義
- MAX GIRLS 19（7月10日、MAX-A）
- New Comer（7月10日、MAX-A）
- 芸能人 藤崎りお 南の島でおもいっきり青カン（8月14日、MAX-A）
- MAX GIRLS 20（8月14日、MAX-A）
- 芸能人 藤崎りおの本気SEX（9月11日、MAX-A）
- MAX GIRLS 21（9月11日、MAX-A）
- 10コスチュームで10回イッてね（10月9日、MAX-A）
- MAX GIRLS 22（10月9日、MAX-A）
- 僕の飼い主が芸能人（11月13日、MAX-A）
- MAX GIRLS 23（11月13日、MAX-A）
- 制服狩り（12月11日、MAX-A）
- MAX GIRLS 24（12月11日、MAX-A）

- 芸能人 藤崎りおとしてみませんか?（1月8日、MAX-A）
- MAX GIRLS 25（1月8日、MAX-A）
- 声を出せない状況の芸能人 藤崎りおに挿入してみた（2月12日、MAX-A）
- MAX GIRLS 26 ナース×ストッキング（2月12日、MAX-A）
- おもわず射精したくなる 藤崎りお（3月12日、MAX-A）
- MAX GIRLS 27（3月12日、MAX-A）
- 藤崎りおとイク!混浴温泉大乱交バスツアー（4月9日、MAX-A）
- MAX GIRLS 28 家庭教師のお姉さんが教えてあげる（4月9日、MAX-A）
- 芸能人 藤崎りおを調教するプログラム（5月14日、MAX-A）
- MAX GIRLS 29 若妻のおねだりSEX（5月14日、MAX-A）
- アナル丸見えFuck（6月11日、MAX-A）
- MAX GIRLS 30 狭い場所ほど激しく燃える!（6月11日、MAX-A）
- FIRST IDEAPOCKET 藤崎りお（10月1日、アイデアポケット）
- 藤崎りおの濃厚な接吻とSEX（11月1日、アイデアポケット）
- DIGITAL CHANNEL DC75 藤崎りお（12月1日、アイデアポケット）

- りお先生の誘惑授業（1月1日、アイデアポケット）
- 僕とりおの甘~い性活（2月1日、アイデアポケット）
- 大乱交 藤崎りお（3月1日、アイデアポケット）
- I LOVE ふじりお（7月1日、アイデアポケット）※単体ベスト

- 藤崎りお狩り（9月26日、アイデアポケット）※単体ベスト

#### 水谷心音 名義
- 従順ペット候補生 #007（7月1日、プレステージ）
- プレステージゆかた祭（8月11日、プレステージ）
- WATER POLE 06（9月13日、プレステージ）
- 一泊二日、美少女完全予約制。（10月20日、プレステージ）
- 心音の一日花嫁修業（11月10日、プレステージ）
- やりたい放題 18（12月1日、プレステージ）
- おかげさまで10周年!! プレステージ専属女優、お貸しします。（12月1日、プレステージ）

- 奴隷ソープ嬢 水谷心音（1月11日、プレステージ）
- 僕を誘惑する隣の綺麗なお姉さん 05（2月21日、プレステージ）
- ぐったりさせたる!（3月13日、プレステージ）
- 終わらせない連続射精 36発!? イクまで帰しません（4月12日、プレステージ）
- 狙われた人妻（5月14日、プレステージ）
- アミタイツ奴隷（6月12日、プレステージ）
- 奴隷教師（7月12日、プレステージ）
- 愛人スイートルーム（8月21日、プレステージ）
- 奴隷秘書 水谷心音（9月11日、プレステージ）
- 働くオンナ獲り 19 SP（10月2日、プレステージ）
- プラチナガールズコレクション 5（11月1日、GALLOP）※オムニバス作品
- 水谷心音 アナル解禁（11月9日、プレステージ）
- 水谷心音 プレステージ卒業記念!! プレステージ的ファン感謝祭!!バスツアー（12月21日、プレステージ）

- BEST OF 水谷心音（1月1日、GALLOP）※単体ベスト
- 女教師 レイプ 輪姦 水谷心音（3月1日、MOODYZ）
- はじめての真性中出し 水谷心音（4月1日、MOODYZ）
- 失禁と潮吹きのぐしょ濡れセックス 水谷心音（5月1日、MOODYZ）
- 真性アナルFUCK 水谷心音（6月1日、MOODYZ）
- 誘惑露出痴女 水谷心音（8月1日、MOODYZ）
- 1日10回射精しても止まらないオーガズムSEX 水谷心音（9月1日、MOODYZ）
- BEST OF 水谷心音 PART.2（9月3日、GALLOP）※単体ベスト
- 輪姦された白衣 水谷心音（10月1日、MOODYZ）
- パイパン×真性中出し 水谷心音（11月1日、MOODYZ）
- M男専用回春エステティシャン 水谷心音（12月1日、MOODYZ）

- Ecup 超絶品ソープ嬢 水谷心音（1月1日、MOODYZ）
- 心音と青空 専属美女共演SPECIAL 水谷心音 山川青空（2月1日、MOODYZ）
- kira★kira BLACK GAL DEBUT 日焼け黒ギャル専属デビュー 天性の超絶激カワGALの小悪魔強制中出し 水谷心音（3津19日、kira☆kira）
- kira★kira BLACK GAL×淫女ギャル学園HIGH SCHOOL SPECIAL 日焼け黒ギャル超絶激カワ女子校生 JK連続一撃顔射ハイスクール 水谷心音（4月19日、kira☆kira）
- kira★kira BLACK GAL 超絶激カワ日焼け黒GAL今どきアルバイト -暇ぽよギャルの7日間- 水谷心音（5月19日、kira☆kira）
- 水谷心音 16時間BEST（6月13日、MOODYZ）※単体ベスト
- kira☆kira BLACK GAL 逆援交 -超絶激カワ日焼け黒ギャルの逆サポ中出し男根喰い- 水谷心音（6月19日、kira☆kira）
- kira☆kiraサマーフェスタ2014 BLACK GAL BEACH RESORT -夏祭り特別編- 逆ナンパ★超絶激カワ日焼け黒ギャル青姦中出しBEACH FUCK 水谷心音（7月19日、kira☆kira）
- kira☆kiraサマーフェスタ2014 BLACK GAL BEACH RESORT -夏祭り特別編- 黒ギャル美巨乳ビーチ4時間超壮絶大乱交スペシャル 水谷心音 倉多まお 浜崎真緒 森咲みお 保坂えり（8月1日、kira☆kira）
- kira★kira BLACK GAL 日焼け黒ギャルご奉仕ナース 大量ぶっかけ連続ナマ中出し病棟 水谷心音（9月19日、kira☆kira）
- kira★kira BLACK GAL逆強姦 -超絶激カワ黒ギャル疼くオ○ンコ強引中出し- 水谷心音（10月19日、kira☆kira）
- kira★kira BLACK GAL 黒ギャルAV女優の押しかけ素人お宅訪問 -ファンレターを頼りにファンの自宅に突撃ナマ姦中出しSEX- 水谷心音（11月19日、kira☆kira）
- kira★kira8周年×美6周年スペシャルコラボ企画 -白衣の大量ナマ中出しギャルナース研修生孕ませ病棟24時- 4時間スペシャル 水谷心音 川村まや 涼風ことの AIKA Maika（12月19日、kira☆kira）

- 女教師 奈落の性奉仕 3 水谷心音（1月7日、アタッカーズ）
- 犯された哀秘書 水谷心音（2月7日、アタッカーズ）
- 哀辱の城 水谷心音（3月7日、アタッカーズ）
- 女子大生淫辱白書 無慈悲なバイト先 ハウスメイド 水谷心音（4月7日、アタッカーズ）
- 水谷心音 スペシャル8時間 -高画質- 特別編（4月19日、kira☆kira）※単体ベスト
- 喪服女子大生 つぐないの処女喪失 水谷心音（5月7日、アタッカーズ）
- 犯される私を見ないで…。 水谷心音（6月7日、アタッカーズ）
- 覗かれて… 水谷心音（7月7日、アタッカーズ）
- 螺旋の被虐 カリスマショップ店員の悲劇 水谷心音（8月7日、アタッカーズ）
- 被虐の生誕祭 女子大生・愛美、凌辱の記録 水谷心音（9月7日、アタッカーズ）
- 私の子宮を射精でオとして 水谷心音（10月1日、ワンズファクトリー）
- 水谷心音の凄テクを我慢できれば生★中出しSEX!（12月1日、ワンズファクトリー）

- 10発中出しするまで勃起させちゃうお姉様SEXテクニック 水谷心音（1月1日、ワンズファクトリー）
- 羞恥と快楽に堕とされて… おしっこ我慢中に何度も中出し 2 水谷心音（2月1日、ワンズファクトリー）
- 監禁オイルマッサージ 鬼イカせ中出しレ×プ 水谷心音（3月1日、ワンズファクトリー）
- まんぐり中出しセックス 水谷心音（4月1日、ワンズファクトリー）
- スレンダー美乳×小悪魔テクニシャン 逆3Pスペシャル 水沢のの 水谷心音（5月25日、痴女ヘブン）
- 嫌なのに、嫌なのに、私は義父でしか濡れなくなった…。 水谷心音（9月25日、マドンナ）
- 清楚に見えてスケベなイマドキ美人のSEX事情（10月13日、S-Cute）
- 水谷心音 8時間ベスト（11月1日、ワンズファクトリー）※単体ベスト
- 自宅を占拠され夫の目の前で寝取られた美人妻 水谷心音（12月8日、ヒビノ）
- 本番なしのマットヘルスに行って出てきたのは隣家の高慢な美人妻。弱みを握った僕は本番も中出しも強要! 店外でも言いなりの性奴隷にした 水谷心音（12月19日、溜池ゴロー）
- ビキニ日焼け跡の残る黒ギャル中出し性交 AIKA あおいれな 舞川セナ 水谷心音（12月23日、TMA）

- おねだり上手 KIRAY Collection 04（1月13日、S-Cute）※オムニバス作品
- あげまんメイド 水谷心音（3月24日、人妻花園劇場）
- 胸糞注意 夫婦で一念発起35年ローンで中古のマンションを購入したのですが上階にお住まいのスーパーDQN武丸先輩と言う輩の騒音問題に耐え切れずふたりで溜まり場へ抗議に行ったら逆ギレされて妻をヤラれてしまった時の話です 水谷心音（4月25日、JET映像）
- 起死回生!! 巨乳の4姉妹で倒産回避するコンビニエンスストア 北川エリカ 水谷心音 愛羽なな 斉藤みゆ（5月12日、BAZOOKA）
- 姉中出し近親相姦（5月26日、TMA）※オムニバス作品
- コスプレイヤー達が撮影会のためなら何でもしすぎるから子作り 栄川乃亜 向井藍 愛瀬美希 水谷心音（7月19日、ZUKKON/BAKKON）
- あんたのスケベな夢叶えたろかSP!! 水野朝陽 南梨央奈 水谷心音 早川瑞希 宮崎あや（8月11日、BAZOOKA）
- 欲求不満の人妻さん達と、とってもエッチな「王様ゲーム」宮村ななこ 坂井亜美 水谷心音 若菜まゆ ひなたりこ（8月11日、BAZOOKA）
- ハーレム痴女エステ ～最高級セラピスト10名の究極おもてなし～（9月1日、痴女ヘブン）※「AV OPEN 2017」企画部門エントリー作品。
- 禁断介護 水谷心音（9月7日、グローリークエスト）
- ラッキーな胸チラを発見し、気づかれないように見てたけど、やっぱりバレてた?! 6 ～ヨガインストラクター編～（9月8日、LEO）※オムニバス作品
- もしも巨チンの僕が美人女医だらけの病院に患者として入院したら… 推川ゆうり 水谷心音 香椎りあ 桐嶋りの（12月8日、BAZOOKA）
- 老働者に輪姦され性奴隷と化す巨乳未亡人 水谷心音（12月21日、グローリークエスト）
- 挑発! パンチラオナニー 2（12月21日、グローリークエスト）※オムニバス作品

- お昼休憩中のナース達に生中出し（1月26日、BAZOOKA）※オムニバス作品
- うちの妻が寝取られました。 ほろ酔い状態で隣人と浮気してから淫らな関係が続いているらしいです 水谷心音（8月13日、アクアモール/エマニエル）
- 猥褻RQ 可憐で淫靡な痴女の汗ばむ股間 水谷心音（11月13日、AVS collector’s）
- 底なし性欲の美女が肉棒哀願! 瞳を潤ませ快楽に身をよがらせる女の膣に濃厚中出しSEX! 水谷心音（11月19日、美人魔女/エマニエル）

- ULTRA SWEET 赤貝 堕ちた美BODY限界昇天 Vol.02 狂気の快楽無限地獄 水谷心音（2月25日、AVS collector’s）

- 義父と嫁、密着中出し交尾 水谷心音（12月21日、グローリークエスト）

- あなた、許して…。 義弟の肉欲7 水谷心音（2月1日、アタッカーズ）
- 貞操帯の女 29 水谷心音（3月1日、アタッカーズ）
- お姉さんの巨尻が猥褻過ぎて秒殺で悩殺!! 水谷心音（3月1日、MARRION）
- レンタル奥さん 水谷心音（3月11日、人妻花園劇場）
- 【オナニー見せつけ!】 パンティ越しにぐちゅ濡れマ○コチラつかせ誘惑するオナニー狂いの女（5月3日、グローリークエスト）※オムニバス作品
- 卑劣な義父に、毎日犯されています…。 水谷心音（7月20日、プラネットプラス/七狗留）
- サイコな夫の部下に犯され続けた3日間 水谷心音（8月9日、なでしこ）

- 「妻への愛情が足りなかった故に…。」 満たされぬ美人妻の弩級なセックス勝負下着のTバックを履いて快感に溺れる飽くなき性欲248分10発射!!（3月28日、東京恋人）※オムニバス作品
- 「精子で溺れちゃうぅ」 種無しED旦那の目の前で3ヶ月間精子を溜めた独身男に何度もイカされ中出しザーメンに溺れました… 水谷心音（4月14日、人妻花園劇場）
- 幼い頃、一緒にお風呂に入っていた叔母さんと再び入浴… 嬉し恥ずかし甥っ子バスタイム。 水谷心音（4月25日、ダスッ!）

### アダルトVR
水谷心音 名義
- 心音ちゃんの寝顔を独り占め! 夢の添い寝でたっぷりイタズラ & フェラチオコース（4月28日、KMPVR）
- カワイイ巨乳3姉妹のエッチなお見舞い!! お兄ちゃんのことだーいすき♡ 水谷心音 推川ゆうり 水城奈緒（6月6日、KMPVR）
- 「はやく良くなってね♡」 極エロナース3人の濃厚ねっとり中出しSEX♡ 今日だけ特別の治療だよ♡ AIKA 水谷心音 水城奈緒（6月6日、KMPVR）
- ローションたっぷり♡ 極上5人ソープ嬢と中出しSEX 波多野結衣 AIKA 水谷心音 推川ゆうり 水城奈緒（6月20日、KMPVR）
- 中出しOKのセクキャバにようこそ 波多野結衣 AIKA 水谷心音 推川ゆうり 水城奈緒（6月20日、KMPVR）
- 巨乳5人姉妹と同棲中出しSEXライフ ～長女：波多野結衣  二女：AIKA  三女：水城奈緒  四女：推川ゆうり  五女：水谷心音 ～（6月23日、KMPVR）
- 王様ゲーム ねっとりぐちょぐちょ中出しSEX 波多野結衣 AIKA 水谷心音（6月27日、KMPVR）
- 超激カワ巨乳ガールズバー店員と連続ナマ中出しSEX 水谷心音 坂井亜美（7月7日、KMPVR）
- 欲求不満な人妻達のHな王様ゲーム 水谷心音 坂井亜美 ひなたりこ 宮村ななこ（7月7日、KMPVR）
- ハイクオリティーVR ヤンキー野球拳～ヤンキーでもエッチになっちゃうんだぞ♡～ AIKA 水谷心音（7月7日、KMPVR）
- 唾 & ローションでねっとりぐっちょり密着エステマッサージ ～密着しすぎておっきくなっちゃったんでしょ?? ♡～ 水谷心音 坂井亜美（7月18日、KMPVR）
- 彼氏に見せつけおもちゃオナニー 水谷心音（12月12日、AVVR）

- 見せつけWマ●コ縦2連潮吹きオナニー 波多野結衣 水谷心音（1月21日、AVVR）
- 超高級ソープ! Wぬるぬるマット中出しSEX 水谷心音 葉月七瀬（4月6日、AVVR）
- 「大変、申し訳ございません」お詫び中出しSEX 葉月七瀬 水谷心音（4月27日、AVVR）
- おはズボ中出しSEX 水谷心音（6月19日、AVVR）

- 【タッチ禁止! 本番NG】健全メンズエステ店の激カワ巨乳エステシャンに媚薬を仕込んで【お店に内緒でキメパコ!】 性欲覚醒中の【痙攣絶頂マ○コに容赦なく中出し!!】 水谷心音（11月8日、こあらVR）

- ザーメン爆ヌキするまで帰宅NG。童貞時代から僕の面倒を見続ける美人過ぎるイカセ専門No.1ヘルス嬢 水谷心音（2月27日、KMPVR-bibi-）
- 童貞キラーの先輩女子に目を付けられ会社の新人歓迎会で狙われたボク 自宅にお持ち帰りされ無理やり童貞喪失 水谷心音（2月28日、SPICY VR）
- 暴発確実の口マ○コオナホール 涎まみれのグチュグチュローションフェラVR（3月27日、KMPVR）※オムニバス作品
- 口内からアナルの皺まで完全観察! 女体観察VR（3月28日、KMPVR）※オムニバス作品
- めちゃ猫背になって美少女のフェラ顔を至近距離で見ながら抜かれまくるVR 水谷心音（3月31日、アリスJAPAN）
- 「私のナカ、お客様の精子でいっぱいですよ…」【ゴム有専門店】のソープランドで人気抜群のS級美巨乳風俗嬢に【こっそりゴムを外して無許可で大量中出し!】嫌がる泡姫に何度もザーメン射精しまくった【子作り孕ませ中出しSEX】 水谷心音（4月9日、こあらVR）
- 【悪徳出張マッサージ】S級美巨乳美女に日本未承認【超強力媚薬】を使って強制発情! 何度も【エビ反り絶頂】を繰り返す早漏イクイク敏感マ○コをガン責め【口内発射・顔射・中出し】キメパコSEX 水谷心音（5月6日、こあらVR）
- 【囁き淫語 & 舐め特化VR】16人完全撮りおろし（5月19日、こあらVR）※オムニバス作品
- 最高の愛人とゴムもティッシュもない部屋で何度もヤりまくる生ハメごっくん中出しオールナイト 水谷心音（6月30日、アリスJAPAN）
- 【脚フェチルーズソックス特化VR】 15人完全撮りおろし（9月9日、こあらVR）※オムニバス作品
- 「ムラムラしたから挿れたくなっちゃった」【SEX禁止なのに本番出来ると噂】のおっパブで延長・リピート率No.1のS級美巨乳キャストが生挿入懇願! 揉み放題ハメ放題中出しし放題の【素股手コキ・中出し3発】裏オプSPECIALコース 水谷心音（12月24日、こあらVR）

- 同棲彼氏が帰ってくる【74分前…】自宅マンションの駐車場で美巨乳S級美女が浮気相手と車の中で恥じらいながらも時間制限潮吹き激イキ連続絶頂【口内射精・中出し2発・顔射】灼熱カーセックス 水谷心音（1月2日、こあらVR）
- 【俺専用パイズリ & オシャブリーナVR】 15人完全撮りおろし（1月27日、こあらVR）※オムニバス作品

### アダルト動画配信
- 「簡単に何度もイッてごめんなさい」 許しません! お仕置きに中出しをおみまいしちゃいました! りのちゃん（10月5日、エチケット）
- kokone (scute577)（12月1日、S-Cute）
- マジ軟派、初撮。 743 ここね 24歳 医療メーカーの営業（12月18日、ナンパTV）

- kokone (kiray010)（1月1日、S-Cute）
- 美人すぎると思ったらカタログモデルのともみちゃん! 実は愛人もやってる美人モデル! M男パパ仕込みの痴女プレイは必見! 何故AV出演? 「もっとパパ作りたくて勉強しにきました♪」って教えることないくらいですが…。（1月11日、ARA）
- ここね (gerila013)（1月17日、ゲリラ）
- ここねさん (gerila015)（2月7日、ゲリラ）
- ここね (ore241)（5月5日、俺の素人）
- ここね (orec026)（9月25日、俺の素人）
- 美人カタログモデルのともみちゃん25歳がドバイから戻ってきた! 今回の応募理由は「ドバイに愛人探しにいったら、言葉の壁に阻まれて…日本に戻って修行のしなおし♪」 お金の為にSEXを磨く魔性の美女はまたもや痴女炸裂で男を魅了する…。「私ってどぅですか?」前も言いましたがSEXで教える事はないすっよ(笑) それより語学の勉強したらどうですか? 「あ! そうですね!」 何しに来たかわからないがこの女は最高です!（10月18日、ARA）
- あいり (orec027)（10月20日、俺の素人）
- 百戦錬磨のナンパ師のヤリ部屋で、連れ込みSEX隠し撮り 028 ことね 25歳 医療関係の営業（10月29日、ナンパTV）
- すず & あいみ（11月22日、俺の素人）
- 【超エロ デ ゴメンネ!】 ガールズバーで働く女の子にインタビュー! あかね(24) →客への返答は基本コピペww→オナニーしますよ。小6からやってるw中指マ○コに挿れるwwおかずは元彼とかw →オナニー見せてください! え～いいよ。。超可愛いのに軽っ!（12月15日、街角シロウトナンパ）

- ここね (ore265)（1月13日、俺の素人）
- 戸田文香（4月14日、舞ワイフ）
- 真理（7月20日、ピュアスタイル）

- 【まさに外道! 誰でも中出しOK! 超ビッチ美魔女妻!】 透ける私服からブラ丸見え! 超ビッチ妻参戦! 目的はなんと子作り!? まさに美魔女ハリツヤ完璧の美乳 & 美尻! 感度も良好欲しがりボディにMAXパワーの電マ & バイブで超絶刺激!! オイルぶっかけチ○ポを誘う欲情ヤリマン妻! 溢ればかりに注ぎ込む… 禁断なまハメ3回戦! 中出し × 中出し × 中出し! Obscene ●hild making【なまハメT☆kTok Report.26】 ここ 30歳 中出し狂グラフィックデザイナー (既婚)（9月12日、街角シロウトナンパ）
- 【サービス満点エロエステ!】 充電器を借りないでメンズエステ店員とパコパコSP!? 今回はお店へ突入w下半身中心のマッサージでチ●コギンギン! 潮吹くマ●コにズッポリ挿入! 世にも珍しいセックスエステでお肌もチ●コもトゥルトゥルwww 【充電させてくれませんか? NO.24】 ここね 25歳 メンズエステ店員（10月17日、SUKEKIYO）
- 【男たらしな入れ食いマ○コ】身の周りの男を弄びまくっておマ○コへ誘惑し、実権を支配しちゃう知的変態お姉さんと中出しSEX!【しろうとハメ撮り＃ここね＃29歳＃男友達は全てセフレな居酒屋社員】（10月21日、MOON FORCE）
- 水沢寧々（11月25日、東京恋人）
- 真面目に施術する瞳の奥に性的な光… 豊かな胸を押し付けて密着マッサージ! 当たり前に勃起したモノを上下の口で咥え込まれ、たまらず立ちバックで突進! 最後は中出し! ココちゃん 22歳 / フワフワした話し方で油断させて男を絡め取る狩猟施術師（11月30日、ドキュメントdeハメハメ）

- ありさ (orec982)（1月3日、俺の素人-Z-）
- 蒼井（2月1日、素人ペイペイ）
- ここ (ad084)（4月25日、アイドリ）

## 出演

### テレビ番組
- ヴィーナス・フューチャー＃71（2009年、エンタ!371）
- あいの恋文 #12（2009年12月、エンタ!371）
- 給与明細（テレビ東京系）
- おとなの子守唄（2010年7月1日 - 2012年12月28日、サンテレビ）
- 『ぷっ』すま（2010年11月30日、テレビ朝日系）
- ビートたけしのもう1回だけヤラせてTV（2010年12月28日、TBS系）

### オリジナルビデオ
- 美尻捜査官（2010年7月16日、GPミュージアムソフト） - 主演:ルリコ、共演:大木隆也、千葉尚之、倖田李梨

### WEB
- GRAPHIS
- デジグラ

## 書籍

### 写真集
藤崎りお 名義
- RIO2（2009年10月11日、双葉社、撮影：山岸伸）ISBN 978-4-575-30167-0

### モデル
水谷心音 名義
スーパー・ポーズブック ヌード・ペア編（2014年5月19日、コスミック出版、撮影：KANJI、監修：島本耕司）※古川いおりと共演 ISBN 978-4-7747-9113-5

### デジタル写真集
藤崎りお 名義
- EIGHT 藤崎りお vol.1 / vol.2（2009年4月3日、レイフル、撮影：馬場ひろし）
- SEXY☆GIRL’S COLLECTION 藤崎りお（2012年1月1日、ピンク倶楽部）
- 濃厚SHOT 藤崎りお（2020年4月1日、デジタルピーチ）

水谷心音 名義
- Love Affair 水谷心音（2022年12月2日、プレステージ出版）
- PRESTIGE POSE MESSAGE 水谷心音 01 / 02（2023年1月20日、プレステージ出版）